# Kvítkov
Kvítkov (en allemand : Quitkau ou Kwitkau) est une commune du district de Česká Lípa, dans la région de Liberec, en République tchèque. Sa population s'élevait à 228 habitants en 2021.

## Géographie
Kvítkov se trouve à 5 km au sud-ouest du centre de Česká Lípa, à 42 km à l'ouest-sud-ouest de Liberec et à 65 km à l'ouest-sud-ouest de Prague.
La commune est limitée par Stružnice au nord, par Česká Lípa au nord-est, par Sosnová à l'est, par Zahrádky au sud, par Holany au sud-ouest, et par Kozly au nord-ouest.

## Histoire
La première mention écrite de la localité date de 1295.

## Transports
Par la route, Kvítkov se trouve à 7 km de Česká Lípa, à 56 km de Liberec et à 88 km de Prague.